# 城跡
城跡（しろあと、じょうせき）とは、その土地に城があった跡のこと。城址、城趾（しろあと、じょうし）とも呼ばれる。

## 日本の城跡

“凸”に似た城跡の地図記号

日本では、文化財等としての指定を受ける事例が見られる（例 : 八王子城跡）。現存・復元・復興・模擬の別を問わず、天守が存在する城であっても「城跡」と呼ばれる（例：姫路城跡、大坂城跡）。
地図記号では右の記号を使う。これは築城の際の縄張の形を表したものである。

## 欧州の城跡
欧州では、フランスのフージェール城跡のように歴史的建造物となっているものがある。

## 城跡が題材の作品
- 『荒城の月』
- 『古城』（三橋美智也、高橋掬太郎、細川潤一）
- 夏草や　兵どもが　夢の跡（松尾芭蕉・藤原秀衡の館跡にて）
  - 杜甫の『春望』（国破れて山河あり）も同様な文脈で理解されることが多い。